# Lava – Die Erde verglüht
Lava – Die Erde verglüht ist ein kanadischer Katastrophenfilm von Sean Dwyer aus dem Jahr 2008.

## Handlung
Die Geschwister Emma und Ian finden zwei ihrer Freunde tot in einem stillgelegten Bergwerk. Weiterhin bemerken sie Gasgeruch. Die beiden Teenager scheinen also an einem Gas erstickt zu sein. Emma und Ian rufen ihre Eltern zu Hilfe, die praktischerweise im Sicherheitsdienst arbeiten. Doch bei ihrem Eintreffen spitzt sich die Situation in der Mine zu. Und nicht nur dort. Mehrere Brände innerhalb der Stadt und plötzlicher Aschenregen geben den beiden Rätsel auf. Da sehen sie wie sich ein Lavastrom der Stadt nähert. Nachdem sie Großvater Mike abgeholt haben, suchen sie Schutz in einer Felsenhöhle. Vorher will Vater John versuchen den Lavastrom aufzuhalten, indem er den Staudamm sprengt. Sein Sohn Ian besteht darauf ihm dabei zu helfen. Die vierte und letzte Granate bringt die Staumauer dann zum Einstürzen. Das Wasser kühlt den heißen Lavastrom ab. Die Familie trifft sich vor Überflutung geschützt in besagter Höhle oberhalb der Stadt und nimmt sich überglücklich in die Arme.

## Kritik
„Unzulänglicher, im doppelten Sinn ‚unterirdischer‘ Katastrophenfilm, ohne Spannung oder trashigen Charme.“

„Schlechte Tricks und eine absurde Story lassen jede Spannung verdampfen.“